# Trustrup Station
Trustrup Station er en letbanestation og tidligere jernbanestation, der ligger i byen Trustrup på Djursland i Østjylland. Stationen ligger på Grenaabanen mellem Aarhus og Grenaa, der siden 2019 har været en del af Aarhus Letbane.

## Historie
Trustrup var oprindeligt station på Randers-Ryomgård-Grenaa banen, som blev åbnet af Østjyske Jernbane 26. august 1876. Året efter blev strækningen Aarhus-Ryomgård oprettet. Aarhus-Grenaa (Grenaabanen) blev snart hovedstrækningen. Den indgik fra 2012 til 2016 i Aarhus Nærbane.
Randers-Ryomgård blev nedlagt 2. maj 1971.
I starten af 2016 fik ventehuset en gennemgribende renovering, så der er opvarmet venterum med toilet. Ved huset er der aflåst cykelparkeringsområde med en "luftpost", så cyklen kan pumpes.

### Ebeltoftbanen
Trustrup blev knudepunkt, da Ebeltoft-Trustrup Jernbane (ETJ) startede 27. marts 1901.
Banens hovedkontor var i Ebeltoft, men i 1902 anlagde ETJ depotspor, drejeskive og remise i Trustrup. Den ophørte dog reelt med at være endestation i 1932, hvor alle banens tog kørte videre til Grenaa. Fra 1934 kørte de helt til Grenaa Havn, da der kom færge til Hundested.
Ebeltoftbanen blev nedlagt 31. marts 1968.

### Århus Letbane
Grenaabanen blev lukket for ombygning til letbane 27. august 2016. Det var forventet, at den ville genåbne som en del af Aarhus Letbane i begyndelsen af 2018, men på grund af manglende sikkerhedsgodkendelse blev genåbningen udskudt på ubestemt tid. Godkendelsen forelå 25. april 2019, og genåbningen fandt sted 30. april 2019.